# SC da Catumbela
El SC de Catumbela es un equipo de fútbol de Angola que juega en la Liga Provincial de Benguela, una de las ligas que conforman la tercera categoría de fútbol en el país.

## Historia
Fue fundado en 1931 en la ciudad de Catumbela, en el oeste de Angola, y durante la época colonial, el club fue campeón de la Liga Provincial de Angola en dos ocasiones.
Lamentablemente para el equipo, tras la independencia de Angola de Portugal en 1975, perdió protagonismo en la región de Benguela, ya que no ha jugado en la máxima categoría desde que Angola es país independiente y tan siquiera figura entre los equipos de fútbol más fuertes de la región.

## Palmarés
- Liga Provincial de Angola: 2

1945, 1958

## Jugadores

### Jugadores destacados
- Joaquim Santana Silva Guimarães